# Brief Encounter in Shinjuku
Brief Encounter in Shinjuku er en Hongkong film fra 1990 af Gordon Chan.

## Medvirkende
- Lawrence Cheng som Leung Foon (梁寬)
- Carol Cheng som Ann Hui (許鞍華)
- Rosamund Kwan som Wendy Wan (溫敏儀)
- Manfred Wong som Q Tai-long (Q太郎)
- Leila Chow som Fung (阿鳳)
- Peter Lai som Pierre (大古惑)
- Kenneth Tsang som Mr. Tsang (曾先生)
- Allan Fung som Allan